# پرندگان خشمگین دوستان
«پرندگان خشمگین دوستان» (انگلیسی: Angry Birds Friends) یک بازی ویدئویی در سبک پازل است که توسط راویو اینترتینمنت و در سال ۲۰۱۳ و در پلت‌فرم اندروید منتشر شده‌است.